# Catedral de Santa Sofía (Pólotsk)
La catedral de la Santa Sabiduría en Polotsk ( en bielorruso: Полацкі Сафійскі сабор; en ruso: Собор Святой Софии в Полоцке) fue construida por el príncipe Vseslav Briacheslavich (r.1044-1101) entre 1044 (se menciona por primera vez en la Crónica Voskresenskaia en el año 1056) y 1066. Se encuentra en la confluencia de los ríos Polota y el río Daugaval en el lado este de la ciudad y es probablemente la iglesia más antigua de Bielorrusia. 

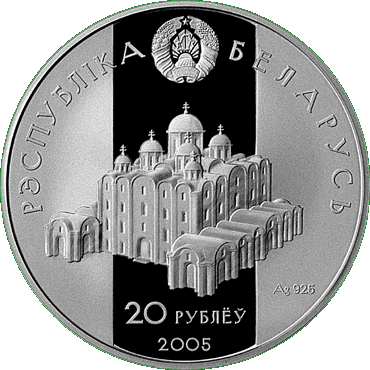
La presunta apariencia original de la catedral (como se muestra en 2005 en una moneda conmemorativa de plata de 20 rublos). En el reverso se muestra a Vseslav de Polotsk, el patrón de la catedral.

La catedral es llamada así por la Santa Sabiduría de Dios y no como el nombre de una santa, como la catedral de Santa Sofía en Kiev y la catedral de Santa Sofía en Novgorod. Después de construir su propia catedral, Vseslav, que era un príncipe izgoi, intentó conquistar el trono de Kievan. Fallando en ese intento, asaltó los principados circundantes; en 1067, asaltó Novgorod el Grande y saqueó la Catedral de la Santa Sabiduría, trayéndose una campana y otro botín para decorar su propia Catedral de la Santa Sabiduría. La catedral se menciona en el Cantar de las huestes de Ígor, donde dice que Vseslav haca viajes nocturnos a Kiev como hombre lobo y escucharía las campanas de la Santa Sabiduría en Polotsk cuando llamaban a los maitines.
La catedral fue renovada y modificada en gran medida entre los siglos XI y XVIII. De hecho, solo algunas partes de la iglesia se remontan a la época de Vseslav. Los nombres de los constructores están inscritos en una piedra en la base de la catedral: David, Toma, Mikula, Kopes, Petr y Vorish. Se han descubierto las cámaras de sepultura de 16 príncipes de Polotsk que datan del siglo XI (de hecho, el mismo Vseslav, que se dice que fue hechicero y hombre lobo, fue enterrado en la catedral que construyó). Según la Voskresenskaia Letopis (s.a. 1156). La catedral originalmente tenía siete cúpulas, después del incendio de 1447 se redujo a cinco. Durante 1596-1654 y 1668-1839, la iglesia fue una catedral greco-católica (uniate). Fue reconstruida nuevamente en 1618-1620 por el arzobispo greco-católico San Josafat Kuncewicz (rr. 1618-1623) después de un incendio en 1607, y nuevamente después de que un incendio destruyera la catedral y la ciudad en 1643. 

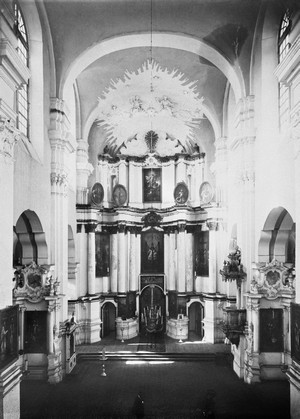
Una fotografía vintage del interior.

En 1705-1710, Pedro el Grande y Aleksandr Menshikov usaron la iglesia como un almacén de pólvora; el almacén explotó. Durante las siguientes tres décadas (1738-1765), el arzobispo Uniate, Florian Hrebnicki , reconstruyó la catedral. El arquitecto de Vilna Johann Christoph Glaubitz fue el responsable de la apariencia actual, que es un ejemplo del estilo "Barroco de Vilna". Actualmente es una estructura barroca con torres y las cúpulas han sido eliminadas (o al menos no reconstruidas). La catedral albergaba una biblioteca y otros elementos culturales importantes, pero la biblioteca fue destruida cuando el rey Esteban I Báthory de Polonia tomó la ciudad durante la Guerra de Livonia a fines del siglo XVI. La ciudad también fue ocupada por los franceses durante la invasión napoleónica en 1812 (de hecho, dos batallas se disputaron en Polotsk en agosto y octubre, la segunda casa por casa) y también durante la invasión nazi en la década de 1940 durante la cual murieron gran número de habitantes.
La catedral también ha cambiado de funciones varias veces a lo largo de los siglos. Con la Unión de Brest , la catedral se convirtió en una iglesia católica unida o de rito oriental y permaneció como tal hasta 1839, cuando el obispo Joseph Siemaszko terminó la unión y unió la Iglesia católica griega en Rusia con la Iglesia ortodoxa rusa. Durante el período soviético, la catedral albergó el Archivo Estatal Regional de Polotsk (desde 1949 hasta 1954). En 1967, se llevaron a cabo trabajos de restauración, ya que la catedral debía convertirse en un museo del ateísmo, pero el museo fue trasladado a Vitebsk en 1969. La catedral ahora es parte del Museo Estatal de la Reserva de Polotsk y se utiliza como sala de conciertos con un órgano. Se habla de devolver el edificio a la iglesia ortodoxa rusa. 